# Simpsonville (Kentucky)
Simpsonville is een plaats (city) in de Amerikaanse staat Kentucky, en valt bestuurlijk gezien onder Shelby County.

## Demografie
Bij de volkstelling in 2000 werd het aantal inwoners vastgesteld op 1281.
In 2006 is het aantal inwoners door het United States Census Bureau geschat op 1407, een stijging van 126 (9.8%).

## Geografie
Volgens het United States Census Bureau beslaat de plaats een oppervlakte van
3,5 km², waarvan 3,4 km² land en 0,1 km² water. Simpsonville ligt op ongeveer 243 m boven zeeniveau.

## Plaatsen in de nabije omgeving
De onderstaande figuur toont nabijgelegen plaatsen in een straal van 16 km rond Simpsonville.